# Frostland Tapes
Frostland Tapes er et opsamlingsalbum af det norske black metal-band Darkthrone. Det blev udgivet 9. juni 2008 gennem Peaceville Records.
Opsamlingen indeholder Darkthrones første fire demoer (Land of Frost, A New Dimension, Thulcandra og Cromlech), den oprindelige instrumentale version af Goatlord og en liveoptagelse fra en koncert i Danmark.

## Spor

### Disk 1
Land of Frost (1988)
1. "Land of Frost"
2. "Winds of Triton"
3. "Forest of Darkness"
4. "Odyssey of Freedom"
5. "Day of the Dead"

A New Dimension (1988)
1. "Twilight Dimension"
2. "Snowfall"

Thulcandra (1989)
1. "Eon"
2. "Thulcandra"
3. "Archipelago"
4. "Soria Moria"

### Disk 2
Cromlech (1989)
1. "The Watchtower"
2. "Accumulation of Generalization"
3. "Sempiternal Past/Presence View Sepulchrality"
4. "Iconoclasm Sweeps Cappadocia"

Live in Denmark (1990)
1. "Cromlech"
2. "Sunrise over Locus Mortis"
3. "Soulside Journey"
4. "Accumulation of Generalization"
5. "Sempiternal Past/Presence View Sepulchrality"
6. "Iconoclasm Sweeps Cappadocia"
7. "Neptune Towers"

### Disk 3
Goatlord instrumental (1991)
1. "Rex"
2. "Pure Demoniac Blessing"
3. "The Grimness of which Shepherds Mourn"
4. "Sadomasochistic Rites"
5. "As Desertshadows"
6. "In His Lovely Kingdom"
7. "Black Daimon"
8. "Towards the Thornfields"
9. "(Birth of Evil) Virgin Sin"
10. "Green Cave Float"
11. "A Blaze in the Northern Sky"
12. "Fenriz Drum Solo"

## Musikere
- Fenriz (Gylve Nagell) – trommer, vokal
- Nocturno Culto (Ted Skjellum) – el-guitar, vokal
- Zephyrous (Ivar Enger) – el-guitar
- Anders Risberget – el-guitar (kun på Land of Frost)
- Dag Nilsen – bas